# Torrent de Vilamala (Aigua d'Ora)
El Torrent de Vilamala és un afluent per la dreta de la Rasa de Valielles.

## Descripció
Neix al Grau de Vilamala (terme municipal de Navès) a 1.250 msnm. El primer tram del seu curs (uns 500 metres) el fa en direcció cap al nord per, tot segit, tombar cap a l'est, direcció en la qual farà els següents 700 metres. En l'indret on fa aquest tomb passa a menys d'un centenar de metres de la masia de Vilamala que li dona nom. L'últim tram del seu curs el torna a fer en direcció cap al nord fins a desguassar a la Rasa de Valielles, però de seguida entra a l'enclavament de Valielles (municipi de Montmajor) a 928 msnm.
Tota la seva conca està integrada en el Pla d'Espais d'Interès Natural (PEIN) de la Generalitat de Catalunya i més concretament en l'espai Serres de Busa-Els Bastets-Lord.

## Municipis per on transcorre
|                                          | Longitud (en m.) | % del recorregut |
| ---------------------------------------- | ---------------- | ---------------- |
| Per l'interior del municipi de Navès     | 227              | 15,3%            |
| Per l'interior del municipi de Montmajor | 1.259            | 84,7%            |

## Xarxa hidrogràfica
La xarxa hidrogràfica del Torrent de Vilamala està integrada per un total de 2 cursos fluvials. La totalitat de la xarxa suma una longitud de 2.455 m. dels quals 1.707 transcorren pel terme municipal de Montmajor i els 748 restants pel de Navès.